# ジョージ・タボリ

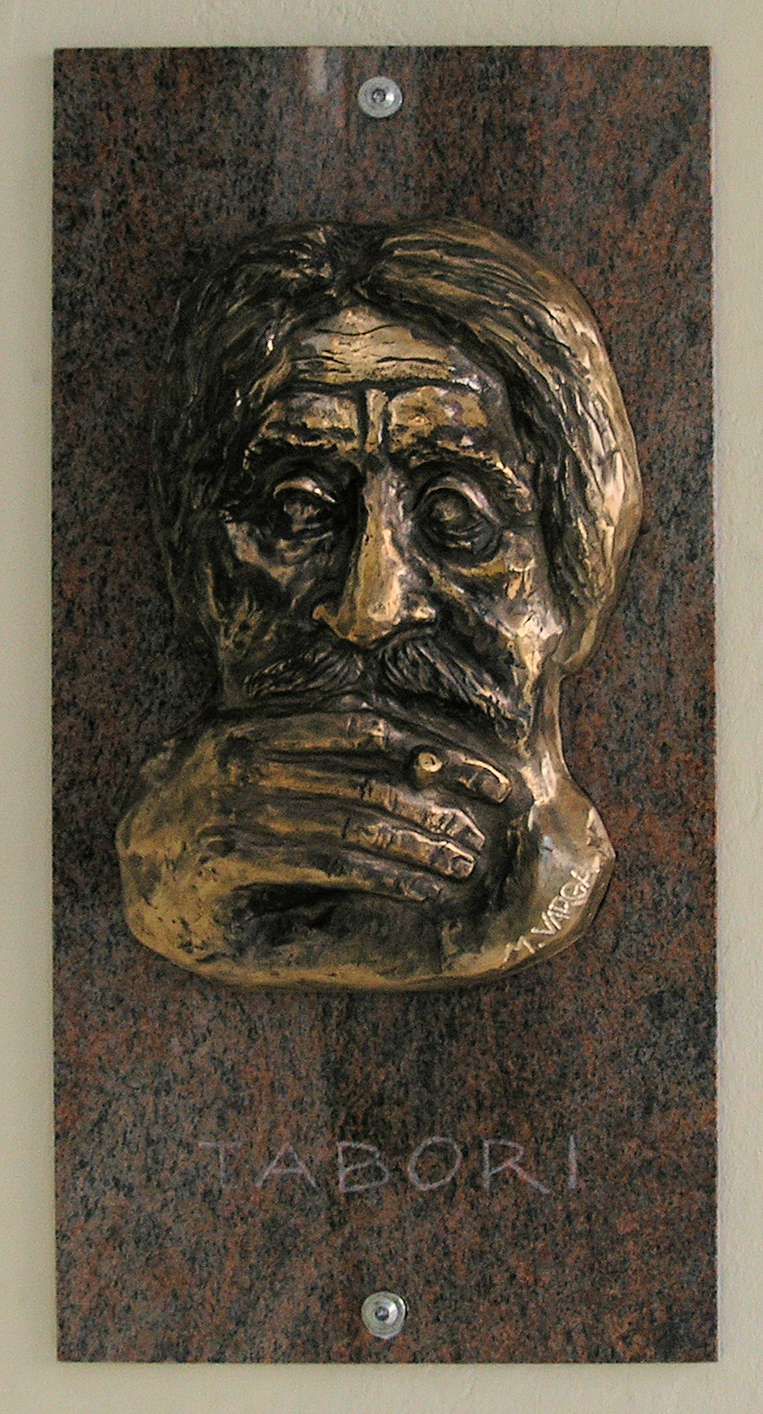
ドイツベルリン市シッフバウアーダム6/7にある記念銘

ジョージ・タボリ （ゲオルク・タボリ、ジェルジ・タボリ、Georg Tabori、George Tabori、György Tábori）は、オーストリア＝ハンガリー帝国（現ハンガリー）出身の劇作家である。

## 生涯
1914年5月24日ブダペスト生れ、18歳でホテル学校に入学、ベルリン、ドレスデンに暮らした後、1935年ブダペストに戻り、ジャーナリスト、翻訳家として活動。1936年に「自発的」にロンドンへ亡命し、新聞の外交特派員、イギリス国籍を獲得して英国軍諜報部員・従軍記者として近東で活動し、1943年にロンドン帰還。
ジャーナリスト・歴史学者の父を始め親族の多くがナチスのホロコーストの犠牲となるもの、母エルザのみはアウシュヴィッツへ送られる途中、機転と偶然の僥倖から生きながらえる、その顛末は『母の勇気Mutterscourage』（ブレヒトの作品名のもじり）に作品化。1947年シナリオライターとしてハリウッドに招かれたことからアメリカに移住、彼の地でブレヒト、Th.マン、チャップリン、ガルボその他の知名人の知遇を得る。マンの『魔の山』の脚色がアメリカでの初仕事、1950年代はアメリカ、イギリス、フランスを往復して活躍、とりわけヒッチコックのシナリオを手掛け、カザンによる演出で自作芝居作品を初めて上演。女優ヴィヴェカ・リンドフォースと結婚、ニューヨークに住み、彼女の主演する舞台の仕事がきっかけとなって演出に手を染め、ロッテ・レーニャも出演したブレヒトの夕べ〈ブレヒト、ブレヒトを語る〉（1962年）の企画演出が評判をとり、翌年シェイクスピアの『ヴェニスの商人』を演出、1968年の自作『人喰い人種』ではアウシュヴィッツで虐殺された自らの父親を題材にとりあげる。1971年に自作『ピンクヴィル』演出のためドイツに招かれ、かくしてタボリは「生涯二度と」足を踏み入れないことを誓った地への再訪を果たすこととなった。ベルリンでのヨーロッパ・デビューは大喝采を博し、奨学金を得てドイツに滞在、やがて〈ブレーメン実験工房〉を設立、俳優たちとの共同作業によって新たな実験的な道を切り拓く。それは肉体トレーニングとゲシュタルト療法に依拠した、演技と内面的は技巧を通じて個々の俳優それぞれの各自独自の表現能力の探究を目指すものであった。1977年同グループの俳優たちがカフカに基づく『断食芸人』で実際の断食決行を企てたことが世間を騒がせ、同工房は早々と閉鎖の憂き目をみる。その後しばらくはタボリと彼の六人衆と契約を結ぶ劇場がなくなる。ミュンヒェン・カンマーシュピール及びC.パイマンとJ.フリムの尽力により、ボッフムとケルンで〈ベケットの夕べ〉の上演に漕ぎつけるが、ベルリンへの客演を最後に同グループは解散。タボリは客演演出家として諸都市で活動。1984年の『ゴドーを待ちながら』が尋常ならざる大成功を収め、1985年1月、タボリは女優のウルズラ・ヘプナーと結婚。議論を呼んだ古典「メデア」の改作『M』では、メデアではなくイアソンが子供を殺すが、子供役は障がい者の俳優ラトケによって演じられた。1986年、ウィーン・カンマーシュピールでの彼としては初のオペラ演出『道化師』がセンセーショナルな成功となり、あらゆる方面から認められ顕彰され、ウィーン〈アカデミーテアター〉（ブルク劇場の小劇場）では彼の最大の成功作『我が闘争』が大評判を得る。が、こうした一連の成功は、ザルツブルク音楽祭でのフランツ・シュミットのオラトリオ『7つの封印の書』の舞台上演を以て突如中断。即ち教会という場でのその初演はスキャンダルとなって、一回のみの上演で舞台から下ろされる。
「オフ」演劇の巨匠にして老いを知らないこの永遠のアンファン・テリブルは1987年から1990年まで〈デア・クライス〉と名を改めたウィーンはポルツェラン・ガッセの「シャウシュピールハウス」（養成所「俳優スタジオ」が付属する）の支配人を務め、ウィーンに居を構えた。彼に私淑するパイマンがブルク劇場支配人を務めた期間にその才能はまったき開花を遂げたといってよい。1990年の『白い人と赤い顔』、1991年には「年をとるにつれて真剣に受け取るようになってきた」と自ら語る「聖書」を換骨奪胎して芝居制作の現場を天地創造になぞらえた『ゴルトベルク変奏曲』、レッシングによる『ナータンの死』、1992年にはカフカによる『不安な夢』、1993年にはドストエフスキーによる『大審問官』、また『あるスパイのためのレクィエム』、1995年には『女大量殺人者とその友達』、1996年には『ウィーナー・シュニッツェルへのバラード』、1997年には『九月の最後の夜』等々老いてますます盛んな活躍ぶりを示したが、パイマンがベルリンに移るともに逡巡を抱えつつもベルリンに同行して以降はさすがに老境の兆しを免れ得なかったか、2007年7月23日にベルリンに長逝。
どの演出にもその都度新たなリスクを敢えて持ち込むかれの仕事はつねに進行中（ワーク・イン・プログレス）と呼ぶにふさわしい。絶えず時局を睨んだ、現今の状況への炯眼に裏打ちされたその営みは、予断を許さず、世間につねに一歩先んじて時勢の水先案内たる天命を忘れることがなかった。

## 主要作品
- 『エジプト逃避行』Fluch nach Ägypten (1952)
- 『王様の服』Kaisers Kleider (1953)
- 『食人鬼たち』The Cannibals (1968, Urauffuhrung in Saint Clement Chappel; Die Kannibalen 1969 ?    ein Stuck uber das KZ Auschwitz)
- 『ピンクヴィル』Pinkville (1971; amerikan. Name von My Lai)
- 『デモンストレーション』Die Demonstration (1971)
- 『道化師たち』Clowns (1972)
- 『ジークムントの喜び（ジークムンツ・フロイデ）』 Sigmunds Freude (1975)　　この題名は、かのジークムント・フロイトSiegmund Freudの名のもじり。
- 『断食芸人（カフカによる）』Hungerkünstler (1977)
- 『２５時』Die 25.Stunde (1977)
- 『イブニングショー』 Abendschau (1979)
- 『母の勇気』 Mutters Courage (1979)　　　ブレヒト『肝っ玉おっかあ（ムッター・クラージュMutter Courage）』の題名をもじったもの、『ジークムンツ・フロイデ』と同工。
- 『観淫者』Voyeur(1982)
- 『記念祭』Jubilaum (1983)
- 『ピープショウ。ある回顧』Peepshow - ein Ruckblick (1984)
- 『M（エウリピデスによる）』M (nach Euripides) (1985)
- 『生まれながらの罪』 Schuldig geboren (1987)
- 『我が闘争』Mein Kampf (1987) 2006年〈うずめ劇場〉により日本初演（P.ゲスナー演出[須永恒雄翻訳］）
- 『白い人と赤い顔』Weisman und Rotgesicht (1990)
- 『バビロン・ブルース』Der Babylon-Blues (1991)
- 『ゴルトベルク変奏曲』Goldberg-Variationen (1991)
- 『ナータンの死（レッシングによる）』Nathans Tod（nach Lessing)(1991)
- 『不安な夢（フランツ・カフカによる）』Unruhige Träume (nach Franz Kafka) (1992)
- 『大審問官（ドストエフスキーによる）』Der Großinquisitor (nach Dostjewski) (1992)
- 『あるスパイの為のレクィエム』Requiem für einen Spion (1993)
- 『女大量逆説者と彼女の友』Die Massenmörderin und ihre Freunde (1995)
- 『ウィーナー・シュニッツェルのバラード』Die Ballade vom Wiener Schnitzel (1996)
- 『九月の最後の夜』Die letzte Nacht im September (1997)
- 『煉獄』Purgatorium (1999)
- 『ブレヒト-アクト』Die Brecht-Akte (2000)
- 『夭折』Frühzeitiges Ableben (2001)
- 『地震コンサート』Das Erdbeben-Concerto (2002)
- 『祝福された食事』Gesegnete Mahlzeit (2007)